# Organophosphat-induzierte verzögerte Neuropathie
Die Organophosphat-induzierte verzögerte Neuropathie (OPIDN), auch Organophosphat-induzierte verzögerte Polyneuropathie (OPIDP) genannt, ist eine Neuropathie, die durch das Absterben von Neuronen im zentralen Nervensystem, insbesondere im Rückenmark, infolge einer akuten oder chronischen Organophosphatvergiftung verursacht wird.
Ein auffälliges Beispiel für OPIDN ereignete sich während der Prohibitionszeit in den 1930er Jahren, als Tausende von Männern im amerikanischen Süden und Mittleren Westen nach dem Genuss eines „medizinischen“ Alkoholersatzes Schwäche und Schmerzen in Armen und Beinen entwickelten. Das Getränk mit der Bezeichnung „Ginger Jake“ enthielt einen gepanschten jamaikanischen Ingwerextrakt, der Tri-o-kresylphosphat (TOCP) enthielt, was zu teilweise reversiblen neurologischen Schäden führte. Die Schädigung führte zu einem Hinken, das als „Jake-Paralyse“ bezeichnet wurde – und auch „Jake-Leg“ oder „Jake-Walk“, Begriffe, die in der Blues-Musik jener Zeit häufig verwendet wurden. Sowohl in Europa als auch in Marokko kam es zu Ausbrüchen von TKP-Vergiftungen durch kontaminierte Abtreibungsmittel bzw. Speiseöl.
Ein weiteres Beispiel ist die Eckernförder Krankheit, die ihren Höhepunkt im Winter 1941/1942 erreichte.